# Baby Dodds
Warren "Baby" Dodds (Nueva Orleans, 24 de diciembre de 1898-Chicago, 14 de febrero de 1959) fue un baterista de jazz estadounidense. Se le considera uno de los mejores bateristas de jazz de la era anterior a las big band y uno de los bateristas de jazz tempranos más importantes. Variaba sus patrones de batería con acentos y florituras, y generalmente mantenía el ritmo con el bombo mientras tocaba los buzz rolls en la caja. Algunas de sus primeras influencias incluyeron a Louis Cottrell, Sr., Harry Zeno, Henry Martin y Tubby Hall. Dodds fue uno de los primeros bateristas grabados que improvisaban mientras tocaban.